# BE Junior Circuit 2024
Der BE Junior Circuit 2024 (Abkürzung für Badminton Europe Junior Circuit 2024) war die 24. Auflage des BE Junior Circuits im Badminton.

## Turniere
| KW | Datum               | Veranstaltung                 | Ort               | Kategorie                       |
| -- | ------------------- | ----------------------------- | ----------------- | ------------------------------- |
| 6  | 8. - 11. Februar    | Hungarian Juniors             | Pécs              | Junior International Series     |
| 8  | 23. - 25. Februar   | Italian Juniors               | Mailand           | Junior International Challenge  |
| 9  | 28. - 3. März       | Dutch Juniors                 | Haarlem           | Junior International Grand Prix |
| 10 | 6. - 10. März       | German Juniors                | Berlin            | Junior International Grand Prix |
| 11 | 15. - 17. März      | Spanish Junior Open           | Oviedo            | Junior International Series     |
| 13 | 28. - 30. März      | Israel Juniors                | Rischon LeZion    | Junior International Series     |
| 14 | 4. - 7. April       | Alpes International           | Voiron            | Junior International Challenge  |
| 15 | 11. - 14. April     | Croatian Juniors              | Dubrovnik         | Junior International Challenge  |
| 16 | 19. - 21. April     | Cyprus Juniors                | Nicosia           | Junior International Series     |
| 20 | 13. - 16. Mai       | Bulgarian Juniors             | Swilengrad        | Junior International Series     |
| 22 | 31. - 2. Juni       | 3 Borders International       | Saint-Louis       | Junior International Series     |
| 23 | 7. - 9. Juni        | Spanish Juniors               | Alicante          | Junior International Series     |
| 26 | 27. - 30. Juni      | Bulgarian Junior Open         | Pasardschik       | Junior International Challenge  |
| 26 | 28. - 30. Juni      | Faroe Games Juniors           | Tórshavn          | Junior International Series     |
| 32 | 8. - 11. August     | All England Juniors           | Birmingham        | Junior International Series     |
| 34 | 22. - 25. August    | Danish Junior Cup             | Gentofte          | Junior International Series     |
| 35 | 30. - 1. September  | Irish Juniors                 | Dublin            | Junior International Series     |
| 36 | 6. - 8. September   | Polish Junior Open            | Strzelce Opolskie | Junior International Challenge  |
| 37 | 12. - 14. September | Slovenian Juniors             | Mirna             | Junior International Series     |
| 38 | 20. - 22. September | Belgian Juniors               | Herstal           | Junior International Series     |
| 41 | 9. - 13. Oktober    | German Ruhr U19 International | Mülheim/Ruhr      | Junior International Series     |
| 42 | 17. - 19. Oktober   | Denmark Juniors               | Odense            | Junior International Series     |
| 43 | 25. - 27. Oktober   | Finnish Juniors               | Espoo             | Junior International Series     |
| 44 | 1. - 3. November    | Lithuanian Juniors            | Kaunas            | Junior International Series     |
| 45 | 8. - 10. November   | Polish Juniors                | Białystok         | Junior International Series     |
| 46 | 15. - 17. November  | Czech Juniors                 | Orlová            | Junior International Series     |
| 47 | 22. - 24. November  | Slovak Juniors                | Trenčín           | Junior International Series     |
| 50 | 12. - 15. Dezember  | Antalya Juniors               | Antalya           | Junior International Series     |
| 50 | 13. - 15. Dezember  | Portuguese Juniors            | Caldas da Rainha  | Junior International Series     |
| 51 | 19. - 21. Dezember  | Estonian Juniors              | Tartu             | Junior International Series     |